# موسى سو
موسى سو (بالفرنسية: Moussa Sow)‏ (مواليد 19 يناير 1986 في مانتيس لوجولي - فرنسا) لاعب كرة قدم سنغالي .
لعب لصالح نادي الدرجة الأولى ليل الفرنسي بين 2010 و2012 في مركز المهاجم حصل على هداف الدورى موسم 2010-2011...بالإضافة إلى فوزه مع فريقه بالدورى.

## روابط خارجية
- موسى سو على موقع الاتحاد الدولي (مؤرشف)  (الإنجليزية)
- موسى سو على موقع الاتحاد الأوربي (الإنجليزية)
- موسى سو على موقع اتحاد تركيا (لاعب) (الإنجليزية)
- موسى سو على موقع إي إس بي إن إف سي (الإنجليزية)
- موسى سو على موقع قاعدة بيانات كرة القدم.إي يو (الإنجليزية)
- موسى سو على موقع ليكيب (الفرنسية)
- موسى سو على موقع ناشيونال فوتبول تيمز (الإنجليزية)
- موسى سو على موقع Soccerway.com (الإنجليزية)
- موسى سو على موقع عالم كرة القدم.نت (الإنجليزية)
- موسى سو على موقع كووورة